# Динамо (Брянськ)
«Динамо» (Брянськ) (рос. НП «Футбольный клуб «Динамо-Брянск») — російський футбольний клуб з міста Брянськ. Виступає у першості ФНЛ, домашній стадіон — «Динамо» (після реконструкції вміщує 10100 глядачів).

## Історія

### 1931—1959
Ідея про створення в Брянську динамівської команди належить співробітникам Об'єднаного державного політичного управління Григорію Пімашкіну й Андрію Адамовичу. Датою заснування клубу вважається 9 липня 1931 року. Цю дату пов'язують з днем проведення першого тренування команди.
Брянське «Динамо» виступало в Лізі Західних Областей. У ті роки принциповим суперником було смоленське «Динамо». У 1932 році колектив здійснював турне по Баку, де мала відбутися серія з трьох матчів з провідними командами міста. У першому матчі брянці здобули перемогу з мінімальним рахунком, у другому - бойова нічия 3:3, а третій матч був скасований через погані погодні умови. До 1936 року «Динамо» було серед лідерів своєї зони, особливо яскравим видався 1933 рік коли динамівці камінь на камені не залишали від своїх суперників зі Смоленська, Мінська, Києва, Одеси, Дніпропетровська, Ленінграда. У тому бойовитому складі входили такі гравці як Пімашкін, Миколаєвський, Шаріков, Логінов, Баранов, Сомвілов, Журавський, Козелков, Борисевич, Москаленко й Андрєєв. Успішні виступи тривали до тих пір, поки Брянськ не було включене в Орловську область, тоді клуб і втратив лідируючі позиції аж до початку Німецько-радянської війна, коли клуб був розформований.
Після 1945 року «Динамо» було відроджене, й стало лідером у новоствореній Брянській області. У першому післявоєнному сезоні 1946 року клуб зайняв третє місце в змаганні футбольних колективів Брянської області. У 1947 році був завойований кубок області. У сезоні 1948 року брянське «Динамо» брало участь в чемпіонаті РРФСР, в своїй зоні брянська команда посіла друге місце, поступившись чемпіонством одноклубникам з сусіднього Смоленська. А через рік динамівці змогли набрати всього 8 очок в турнірній таблиці серед 11 клубів, і зайнявши тим самим останнє місце, здобувши лише одну перемогу. Погані результати можна пояснити тим, що в клубі відбувалася зміна поколінь. Поступово, замість досвідчених вікових гравців приходили молоді гравці, яким не під силу було впоратися з футбольними командами рівня національної першості.
Чотири сезони поспіль, з 1955 по 1958 роки, брянські динамівці стають срібними призерами, а чемпіонським був сезон 1959 року, коли клуб виграв Чемпіонат Брянській області.

### 1960—1991

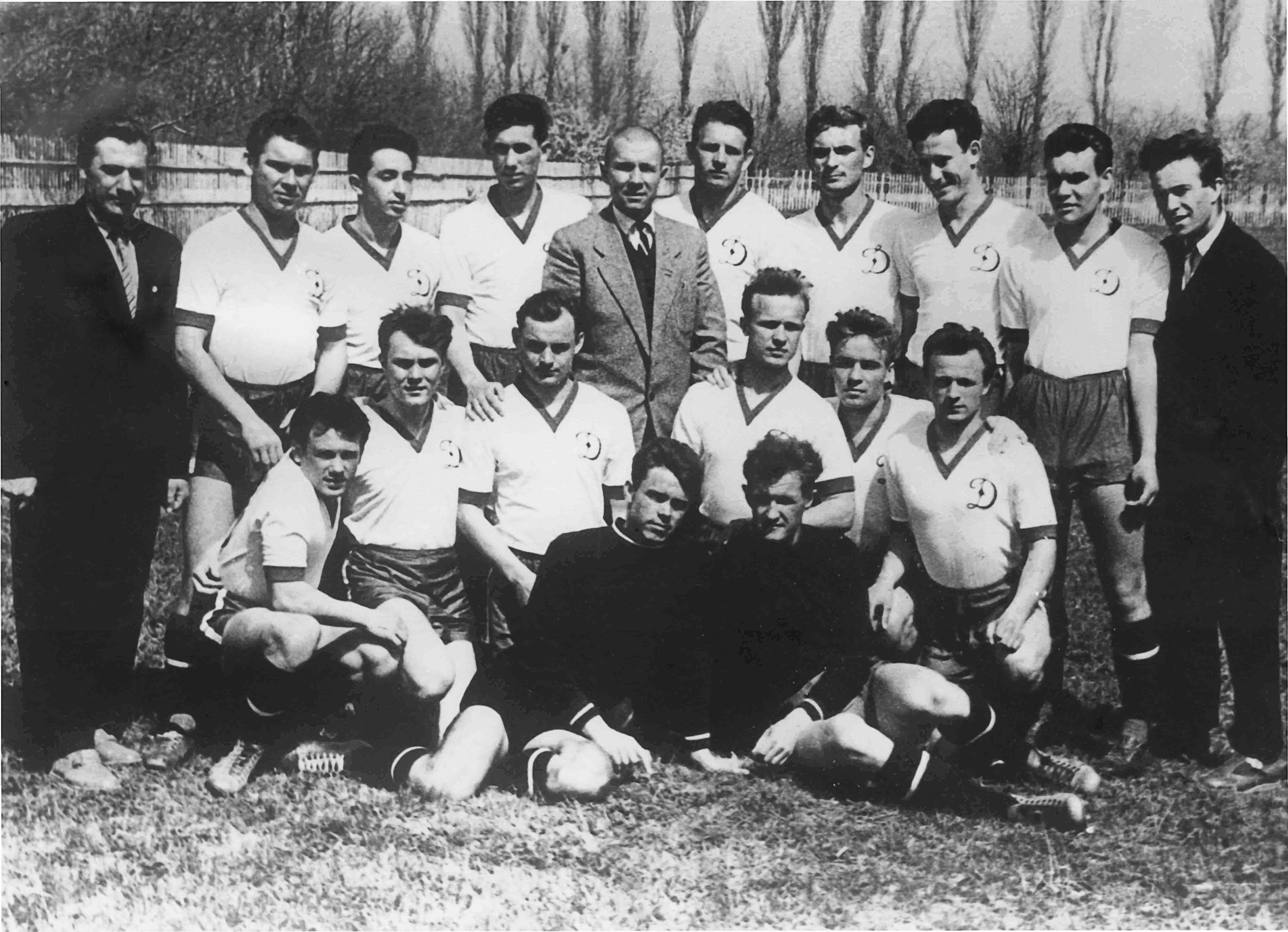
Склад «Динамо» 1960 рік (зліва направо): тренер І. Мочаніс, Е. Мордасов, В. Бородицький, Ю. Свирідов, ст. тренер І. Бізюков, В. Кузін, Ю. Кисельов, А. Басін, Г. Карпас, адміністратор Г. Орлов; знизу: В. Бабаков, Б. Нікіфоров, Б. Мишакін, А. Іванін, С. Кухарєв, В. Жуков; воротарі: А Сафронов, А. Якубов

Успіх 1959 року дозволив команді в 1960 році взяти участь в Чемпіонаті Класу «Б». До дебютного сезону клубу у великому футболі потрібно було вкомплектувати склад, який би дозволив ФСТ «Динамо» закріпитися в другому футбольному ешелоні країни. На перегляд були запрошені найкращі футболісти провідних команд області. 2 травня 1960 року «Динамо» проводило свій перший матч в гостях у тамбовського «Спартака», який також вперше виступав у Класі «Б». У цій зустрічі сильнішою виявилися гості. Голи на рахунку Валентина Бабакова й Сергія Кухарєва, а свої ворота брянська команда зберегла «сухими». До наступної гри команда з двома очками в активі вирушила до Воронежа на зустріч з досить сильним суперником, «Трудом». І в цьому матчі брянці уникли поразки поразки - 1:1. А 21 травня глядачі на стадіоні «Динамо» в Брянську побачили перший домашній матч команди в професійному футболі з командою «Ракета» із Горького, яка займала третє місце після двох турів. Але, на жаль, перша домашня гра сезону була програна підмосковній команді, 0:2. Після домашньої поразки, «Динамо» поступилося 0:3 новгородському клубу «Ільмень» й «Шахтарю» з Сталіногорська. Потім, у Калузі завдяки голам Кузеріна й Іванова був обіграний місцевий «Супутник». У тому сезоні підопічні Іллі Бизюкова зайняли передостаннє 15-те місце. Останній матч кола біло-блакитні проводили вдома проти середняка ліги, калінінградської «Балтики», глядачі побачили п'ять сухих голів у ворота рідної команди. Підсумком першого кола стало 13-те місце в турнірній таблиці. Друге коло складалося ще гірше, хоча початок у синьо-білих знову видався вдалим. З мінімальним рахунком переграли тамбовський «Спартак» і дві нічиї з воронезьким «Трудом» й липецьким клубом «Трудові резерви» з однаковим рахунком 1:1. Але наступні виїзні матчі з «Ракетою», тульським «Трудом» й ленінградським «Спартаком» погіршили й без того складне становище клубу. Таким чином, дебют «Динамо» в Класі «Б» закінчився для брянців на передостанньому 15-му місці.
Перша міжнародна зустріч в товариському матчі 30 липня 1960 року проходила на Брянському стадіоні, суперником був клуб СОНП з чехословацького міста Кладно. Незважаючи на те, що місцева команда грала на своєму домашньому стадіоні, динамівський клуб був розгромлений з непристойно великим рахунком 1:6. Єдиний гол за синьо-білих забив Віктор Толкачов.
У цьому році на домашній товариській грі були обіграні одноклубники зі столиці, у впертій боротьбі Брянці здобули перемогу з рахунком 4:3, по голу відзначилися Бабаков, Іванін, Кухарєв і Свірідов.
У сезоні 1961 року біля керма динамівців став Іван Соловйов, який також очолював протягом довгого часу клуб «Дзержинець» з Бєжиці. Під його керівництвом брянський колектив зайняв в цьому сезоні 9-те місце з 13-ти. Третій сезон для синьо-білих в класі «Б» завершився 13-им місцем, а з наступного сезону ця ліга внаслідок реформ була дивізіоном третього рівня. У 1967 році команда зайняла перше місце в класі «Б», а в кваліфікаційному раунді «Динамо» зайняло п'яте місце. Повернення в другий елітний дивізіон Радянського Союзу відбулося в сезоні 1968 року, коли брянське «Динамо» вийшло до другої групи класу «А», ставши чемпіоном своєї зони і виступивши вдало в фінальних групових стадіях. Однак, через постійни зміни в сфері футбольної системи ліг СРСР, клас «А», в якому брянський клуб «Динамо» завершив виступати на шостій з низу, 14-ій сходинці, з сезону 1970 року вже вважалася ешелоном рангом нижче. У 1971-1991 роках клуб представляв Брянськ у Другій радянській лізі, в якому виступала з перемінним успіхом. Найвищим досягненням за ці 20 років можна відзначити перемогу, датовану 1985 роком в першій зоні, але у фінальному груповому турнірі команда зайняла останнє 4-те місце. Але невдач за 2 десятки сезонів було все ж більше, ніж успіхів. Два сезони поспіль 1976 і 1977 років Брянці замикали турнірну таблицю на 21-му місці, а через 2 сезони, вже у 1980 році клуб знову опинився останнім, але вже в складі ліги з 18-ти футбольних колективів.

### 1992—2003
Після розпаду СРСР брянське «Динамо» виступало у Другій лізі. У 1992 і 1993 роках команда займала 14 і 15-те місця відповідно, останній результат означав, що клуб в наступному сезоні буде виступати у Третій лізі. У четвертому дивізіоні країни брянская команда провела 4 сезони поспіль. У сезонах 1995 і 1996 років брянці завершували чемпіонат на 5-ій позиції, а в 1997 році, завершивши першість на 13 місці, внаслідок переформатування Другої ліги, «Динамо» знову потрапило в Другий дивізіон. Свій дебютний сезон, після чотирирічної паузи, команда провела невдало й закріпилася внизу турнірної таблиці. Наступні 5 сезонів колектив з Брянська провів вдало. У 1999 році в клубі відбулися серйозні зміни. У цьому сезоні в стан синьо-білих прийшло безліч гравців з брянського «Спартака» (який в цьому ж році припинив своє існування), в тому числі й В'ячеслав Новиков та інші його лідери. Цей сезон команда закінчила в лідерах, на 5-му місці. Він багато в чому став переломним для команди, а в наступному році Брянці стають срібними призерами, поступившись першим місцем «Хімкам» лише 2-ма очками. В наступних двох роках «Динамо» трохи зменшило темп, але все ж залишилося в лідерах, посівши 3-тє місце в 2001 році й 4-те — у 2002. У 2003 році брянське «Динамо» розпочало сезон із завданням вперше в історії вийти в Перший дивізіон Російського першості. Протягом всього сезону за путівку на підвищення боролися три клуби: брянське «Динамо», бєлгородська «Салют-Енергія» й «Орел». Цей сезон «Динамо» завершило на вершині турнірної таблиці зони «Центр», набравши однакову кількість очок з командою «Орел». Незважаючи на перевагу в кількості перемог в першості над «Орлом» і в особистих зустрічах, де брянці в 14-му турі переграли сусідів вдома з рахунком 2:0, і в Орлі в дербі з таким же рахунком, переможець був визначений в «Золотому матчі» в Тулі, де синьо-білі програли з рахунком 1:2. Після перемоги в цьому міжкомандному змаганні «Орел» вийшов у Перший дивізіон, проте після виключення з числа членів ПФЛ петербурзького «Динамо», брянське «Динамо», як команда, яка зайняла друге місце, також вийшла до Першого дивізіону, зайнявши місце петербуржців.

### 2004—2012
Цього року динамівський клуб дебютував у Першому дивізіоні російського футболу. У брянської команди, на той момент, подібний досвід виступу в другій за силою лізі був вперше з сезону 1969 року. Перед клубом було поставлене завдання увійти в десятку найкращих команд Першої ліги, але сезон завершили на 15-му місці. Цей результат зберіг команді прописку в дивізіоні. Наступні три сезони синьо-білі тільки покращували власні результати. У 2005 році «Динамо», як і рік тому, закріпилося в середині турнірної таблиці, просунувшись вперед лише на 2 рядки. А в 2006-2007 роках клуб фінішував на 9-му й 8-му місцях відповідно. У сезоні 2007 року брянская команда також досягла успіху і в національному кубку. Клуб в 1/4 фіналу обіграв «Ростов» і вийшов у півфінал, де поступився столичному клубу «Москва» (1:1 вдома 1 0:1 на виїзді). Клуб «Динамо» (Брянськ) став першою за 40 років командою не з Вищої ліги, яка дійшла до 1/2 фіналу кубка країни. Незабаром, після кубкового успіху, президент РФС Віталій Мутко особисто вручив посвідчення майстрів спорту 14 гравцям.
Наступний рік для брянського колективу завершився повним провалом, закінчивши сезон 2008 року на передостанньому, 21-му місці в Першому дивізіону, клуб перейшов в зону «Центр» Другого дивізіону.
У сезоні 2009 року «Динамо» посіло друге місце з найкращими показниками серед других місць усіх п'яти зон, але на пропозицію повернутися в Першу лігу замість вибулого «Витязя» керівництво динамівців відповіло відмовою. У міжсезоння головним тренером команди знову став Софербій Ешугов. Склад учасників першого дивізіону в 2010 році був затверджений з урахуванням відмови виступати в першому дивізіоні подольського клубу і перешовшої до Прем'єр-ліги владикавказької «Аланії», яких замінили відповідно до регламенту «Ротор» з Волгограда й «Динамо». Таким чином, команда в 2010 році виступала в Першому дивізіоні ПФЛ.
За результатами першої половини чемпіонату «Динамо» займало останнє, 20-те місце, в травні Ешугов був звільнений, новим головним тренером команди став Сергій Овчинников. У міжсезоння Овчинников кардинально змінив склад команди: 10 футболістів покинули команду, 12 гравців були дозаявлені, в їх числі опинилися воротар Веньямін Мандрикін, півзахисники Бранислав Крунич, Максим Ромащенко, а також ряд гравців «Локомотива» й «Спартака», які не проходили до основного складу. Керівництвом клубу озвучена завдання протягом трьох років вийти з Першого дивізіону в Прем'єр-Лігу. 16 вересня 2010 року Сергій Овчинников подав у відставку, його місце зайняв Олександр Смірнов, який зберіг команду в лізі.
Сезон 2011/2012 в ФНЛ почався для команди невдало і 20 травня 2011 року за обопільною згодою Олександр Смирнов розірвав контракт з клубом. 25 травня 2011 року тренером «Динамо» став уродженець Брянська, відомий футбольний фахівець Валерій Петраков, термін угоди був розрахований на 3 роки. Під його керівництвом «Динамо» продовжило невдало виступати в першості, завершивши перше коло внизу таблиці. На початку 2012 року «Динамо-Брянськ» першим з команд ФНЛ обзавівся офіційною сторінкою в твіттері. Незважаючи на такий стан клубу після першої половини першої стадії, команда зуміла увійти у ТОП-8 команд ліги після двох кіл, а в боротьбі за вихід в Прем'єр-Лігу команда зайняла 5-те місце - найвищий результат за більш ніж 80-річну історію.
28 червня 2012 року, за 10 днів до початку ігор нового сезону чемпіонату ФНЛ, апеляційний комітет РФС відкликав ліцензію у ФК «Динамо-Брянськ», таким чином клуб покинув Футбольну національну лігу.

### З 2012 року
6 липня 2012 року команда заявилася для участь у Першості Росії по футболу Третього дивізіону зона «Чорнозем'я» під назвою «Динамо ДЮСШ». 27 грудня 2012 року було повідомлено про перейменування клубу, з назви була виключена приставка «ДЮСШ». 14 травня 2013 року в Москві пройшло засідання атестаційної комісії Професійної футбольної ліги. За його підсумками клуб «Динамо-Брянськ» отримав право на участь у чемпіонаті другого дивізіону російського футболу в сезоні 2013/2014. 8 червня 2013 року в 30-му турі, розгромивши на своєму полі дублерів курського «Авангарду» з рахунком 4:1, «Динамо» посіло перше місце в турнірній таблиці, ставши чемпіоном Третього дивізіону в зоні «Чорнозем'я» сезону 2012/13 років. Перемога гарантувала команді вихід у Другій дивізіон за спортивним принципом.
За підсумками сезону 2013/14 років в зоні «Центр» Другого дивізіону «Динамо» посіло 5-те місце.
Протягом сезону 2014/15 років команда демонструвала переважно цікавий, гостроатакувальний футбол, однак цього далеко не завжди вистачало для підсумкової перемоги в кожному конкретному матчі. В кінцевому підсумку в 30-ти турах були здобуті 9 перемог (з них 6 на виїзді, одна велика домашня й одна технічна). У 5-ти з 8-ми переможних матчів командою було забито 2 й більше м'ячі. 11 разів була зафіксована нічия і 10 разів команда програла. Однак поразка з різницею в 2 м'ячі був зафіксований лише один раз (у 2-му турі після домашньої зустрічі з майбутнім чемпіоном зони «Центр» воронезьким «Факелом», підсумковий рахунок - 1:3). В інших 9-ти програних матчах «Динамо» поступилося з різницею не більше ніж в один м'яч, причому шість матчів з дев'яти закінчилися з однаковим рахунком 0:1, в інших трьох матчах (усі на виїзді) команда забивала один або два м'ячі. Сезон 2014/15 років «Динамо» завершило на 10-му місці в турнірній таблиці зони «Центр» Другого дивізіону.
У сезоні 2015/16 років клуб виграв 8 матчів, 7 зіграв внічию і 11 зустрічей команда програла, завершивши сезон на 9-му місці зони «Центр» Другого дивізіону. У матчах «Динамо» забило 22, а пропустило 25 м'ячів, таким чином, різниця - -3 (мінус 3).

## Досягнення
| - Чемпіонат Брянської області - Чемпіон (1): 1959 - Срібний призер (4): 1955, 1956, 1957, 1958 - Бронзовий призер (1): 1946 - Кубок Брянської області - Володар (1): 1947 - Клас «Б» СРСР - Чемпіон (2): 1967, 1968 - Друга ліга чемпіонату СРСР - Чемпіон (1): 1985 - Срібний призер (2): 1983, 1989 - Бронзовий призер (1): 1982 |  | - Першість ПФЛ - Срібний призер (3): 2000, 2003, 2009 - Бронзовий призер (1): 2001 - Кубок Росії - 1/2 фіналу (1): 2006/07 - Третій дивізіон - Чемпіон (1): 2012/13 |

## Клубна символіка й форма

### Форма «Динамо» в 2015 році
| 2015 · Домашня | 2015 · Виїзна | 2015 · Резервна | 2015 · Воротарська | 2015 · Воротарська |

### Кольори
| Синій | Білий |

## Гімн клубу
Автором гімну брянського «Динамо» є російський співак Олександр Барикін. Вперше він виконав його 5 квітня 2006 року напередодні початку першого домашнього матчу в сезоні, в дербі з «Орлом», на заповненому брянському стадіоні. Примітно, що ця зустріч принципових суперників закінчилася перемогою брянського клубу, а також, цей матч став найвідвідуванішою домашньою зустріччю команди на стадіоні «Динамо» після реконструкції в 2004 році. Матч відвідало близько 10 000 уболівальників.

### Текст гімну
|  | Вновь собрал нас вместе стадион, Матч футбольный — праздник лучший самый. Все кричат: «Динамо — Чемпион!», Наша гордость брянское Динамо. Силу зрелой докажи игрой, Чтобы каждый гол хранила память! Атакуй, Динамо, мы с тобой! Как и ты, всегда команда с нами. Скорость, мужество, азарт борьбы, Вдохновенье, благородство, воля. Всё футбол, и равнодушным быть Просто невозможно на футболе. Силу классной докажи игрой, Чтобы каждый гол хранила память! Атакуй, Динамо, мы с тобой! Как и ты, всегда команда с нами! Даже если неудач гроза — Вместе будем, кто их не изведал. Только бы горел огонь в глазах, Только бы была одна победа. Силу страстной докажи игрой, Чтобы каждый гол хранила память! Атакуй, Динамо, мы с тобой! Как и ты, всегда команда с нами! Силу страстной докажи игрой, Чтобы каждый гол хранила память! Атакуй, Динамо, мы с тобой! Как и ты, всегда команда с нами! Атакуй, Динамо, мы с тобой! Как и ты, всегда команда с нами! |

## Статистика виступів у національних чемпіонатах і кубках
- В офіційних змаганнях виступає з 1960 року.

### Першість СРСР
| Сезон | Місце   | І  | В  | Н  | П  | Голи    | О  | Ліга                   | Тренер               |
| ----- | ------- | -- | -- | -- | -- | ------- | -- | ---------------------- | -------------------- |
| 1960  | 15 (16) | 30 | 7  | 6  | 17 | 32 — 64 | 20 | Клас «Б», I зона РРФСР | Ілля Бізюков         |
| 1961  | 9 (13)  | 24 | 8  | 4  | 12 | 31 — 47 | 20 | Клас «Б», I зона РРФСР | Іван Соловйов        |
| 1962  | 13 (17) | 32 | 7  | 10 | 15 | 32 — 43 | 24 | Клас «Б», I зона РРФСР | Іван Соловйов        |
| 1963  | 8 (16)  | 30 | 13 | 8  | 9  | 44 — 30 | 34 | Клас «Б», I зона РРФСР | Іван Соловйов        |
| 1964  | 8 (17)  | 32 | 12 | 10 | 10 | 34 — 31 | 34 | Клас «Б», I зона РРФСР | Іван Соловйов        |
| 1965  | 6 (18)  | 34 | 14 | 11 | 9  | 34 — 29 | 39 | Клас «Б», I зона РРФСР | Юрій Людницький      |
| 1966  | 14 (17) | 32 | 8  | 9  | 15 | 28 — 33 | 25 | Клас «Б», I зона РРФСР | Володимир Вєдєрніков |
| 1967  | 1 (18)  | 34 | 16 | 10 | 8  | 39 — 19 | 42 | Клас «Б», I зона РРФСР | Володимир Вєдєрніков |
| 1967  | 5 (5)   | 4  | 1  | 1  | 2  | 3 — 6   | 3  | Півфінал РРФСР         | Володимир Вєдєрніков |
| 1968  | 1 (20)  | 38 | 21 | 11 | 6  | 47 — 25 | 53 | Клас «Б», I зона РРФСР | Володимир Вєдєрніков |
| 1968  | 1 (4)   | 3  | 3  | 0  | 0  | 4 — 1   | 6  | Півфінал РРФСР         | Володимир Вєдєрніков |
| 1968  | 4 (6)   | 5  | 1  | 3  | 1  | 2 — 2   | 5  | Фінал РРФСР            | Володимир Вєдєрніков |
| 1969  | 14 (20) | 38 | 11 | 12 | 15 | 26—43   | 34 | Клас «А», II група     | Володимир Вєдєрніков |
| 1970  | 21 (22) | 42 | 7  | 11 | 24 | 34 — 79 | 25 | II група «А», II зона  | Володимир Вєдєрніков |
| 1971  | 13 (20) | 38 | 9  | 16 | 13 | 30 — 36 | 43 | Друга ліга, II зона    | Вадим Кублицький     |
| 1972  | 8 (19)  | 36 | 16 | 6  | 14 | 47 — 48 | 38 | Друга ліга, II зона    | Вадим Кублицький     |
| 1973  | 18 (18) | 34 | 9  | 2  | 19 | 43 — 54 | 20 | Друга ліга, IV зона    | Вадим Кублицький     |
| 1974  | 12 (20) | 38 | 15 | 7  | 16 | 47 — 48 | 37 | Друга ліга, II зона    | Віктор Терентьєв     |
| 1975  | 15 (20) | 38 | 10 | 10 | 18 | 34 — 50 | 30 | Друга ліга, III зона   | Володимир Болотов    |
| 1976  | 21 (21) | 40 | 5  | 9  | 26 | 28 — 59 | 19 | Друга ліга, III зона   | Володимир Болотов    |
| 1977  | 21 (21) | 40 | 6  | 5  | 29 | 30 — 98 | 17 | Друга ліга, I зона     | Юрій Марушкін        |
| 1978  | 20 (24) | 46 | 11 | 9  | 26 | 37 — 72 | 31 | Друга ліга, I зона     | Юрій Марушкін        |
| 1979  | 14 (24) | 46 | 21 | 6  | 19 | 60 — 56 | 48 | Друга ліга, I зона     | Євген Сергєєв        |
| 1980  | 18 (18) | 34 | 3  | 2  | 29 | 28 — 79 | 8  | Друга ліга, III зона   | В'ячеслав Перфільов  |
| 1981  | 4 (17)  | 32 | 17 | 6  | 9  | 47 — 25 | 40 | Друга ліга, I зона     | Юрій Марушкін        |
| 1982  | 3 (16)  | 30 | 17 | 4  | 9  | 61 — 42 | 38 | Друга ліга, V зона     | Юрій Марушкін        |
| 1983  | 2 (17)  | 32 | 18 | 7  | 7  | 54 — 34 | 43 | Друга ліга, V зона     | Юрій Марушкін        |
| 1984  | 4 (18)  | 34 | 20 | 6  | 8  | 61 — 40 | 46 | Друга ліга, V зона     | Юрій Марушкін        |
| 1985  | 1 (17)  | 32 | 23 | 5  | 4  | 73 — 30 | 51 | Друга ліга, I зона     | Юрій Марушкін        |
| 1985  | 4 (4)   | 6  | 0  | 2  | 4  | 9 — 19  | 2  | Фінал                  | Юрій Марушкін        |
| 1986  | 12 (16) | 30 | 8  | 9  | 13 | 37 — 43 | 25 | Друга ліга, V зона     | Юрій Марушкін        |
| 1987  | 11 (18) | 34 | 11 | 6  | 17 | 34 — 44 | 28 | Друга ліга, V зона     | Юрій Марушкін        |
| 1988  | 6 (18)  | 34 | 16 | 6  | 12 | 49 — 47 | 38 | Друга ліга, V зона     | Юрій Марушкін        |
| 1989  | 2 (22)  | 42 | 25 | 10 | 7  | 89 — 48 | 60 | Друга ліга, V зона     | Юрій Марушкін        |
| 1990  | 9 (22)  | 42 | 18 | 8  | 16 | 59 — 51 | 44 | Друга ліга, зона Центр | Юрій Марушкін        |
| 1991  | 11 (22) | 42 | 18 | 5  | 19 | 47 — 50 | 41 | Друга ліга, зона Центр | Юрій Марушкін        |

### Кубок СРСР
| Сезон   | І | В | Н | П | Голи  | Останній матч                      | Стадія                   | Тренер               |
| ------- | - | - | - | - | ----- | ---------------------------------- | ------------------------ | -------------------- |
| 1961    | 2 | 1 | 0 | 1 | 2 — 2 | Металург (Череповець), 1:0         | Фінал Зони 1 РРФСР       | Іван Соловйов        |
| 1962    | 1 | 0 | 0 | 1 | 0 — 3 | Вимпєл (Калінінград), 0:3          | 1/8 фіналу Зони 1 РРФСР  | Іван Соловйов        |
| 1963    | 3 | 1 | 1 | 1 | 2 — 2 | Волга (Калінін), 1:2               | 1/4 фіналу Зони 1 РРФСР  | Іван Соловйов        |
| 1964    | 3 | 1 | 1 | 1 | 2 — 4 | Зірка (Серпухов), 0:3              | 1/4 фіналу Зони 1 РРФСР  | Іван Соловйов        |
| 1965/66 | 2 | 1 | 0 | 1 | 3 — 3 | Зірка (Серпухов), 3:2 (дч.)        | 1/4 фіналу Зони 1 РРФСР  | Володимир Вєдєрніков |
| 1966/67 | 2 | 1 | 0 | 1 | 1 — 1 | Локомотив (Калуга), 1:0            | 1/4 фіналу Зони 1 РРФСР  | Володимир Вєдєрніков |
| 1967/68 | 1 | 0 | 0 | 1 | 0 — 1 | Спартак (Бєлгород), 1:0            | 1/16 фіналу Зони 1 РРФСР | Володимир Вєдєрніков |
| 1970    | 1 | 0 | 0 | 1 | 0 — 1 | Металург (Липецьк), 1:0            | 1/4 фіналу Зони 2        | Володимир Вєдєрніков |
| 1985/86 | 1 | 0 | 0 | 1 | 0 — 6 | Даугава (Рига), 6:0                | 1/64 финала              | Юрій Марушкін        |
| 1986/87 | 1 | 0 | 0 | 1 | 0 — 4 | Закарпаття (Ужгород), 4:0          | 1/64 фіналу              | Юрій Марушкін        |
| 1990/91 | 1 | 0 | 0 | 1 | 1 — 1 | Локомотив (Москва), 1:1 (4:5 пен.) | 1/64 фіналу              | Юрій Марушкін        |

### Кубок РРФСР
| Сезон | І | В | Н | П | Голи  | Останній матч                         | Стадія              | Тренер            |
| ----- | - | - | - | - | ----- | ------------------------------------- | ------------------- | ----------------- |
| 1973  | 1 | 0 | 0 | 1 | 0 — 0 | Волга (Горький), 0:0 (3:4 пен.)       | 4 зона, 1/32 фіналу | Юрій Марушкін     |
| 1974  | 1 | 0 | 0 | 1 | 0 — 1 | Іскра (Смоленськ), 1:0                | 3 зона, 1/32 фіналу | Віктор Терентьєв  |
| 1975  | 1 | 0 | 0 | 1 | 3 — 4 | Машинобудівник (Тула), 4:3 (дч.)      | 3 зона, 1/32 фіналу | Володимир Болотов |
| 1976  | 1 | 0 | 0 | 1 | 2 — 2 | Локомотив (Калуга), 2:2 (4:5 пен.)    | 3 зона, 1/16 фіналу | Володимир Болотов |
| 1977  | 1 | 0 | 0 | 1 | 0 — 3 | Волга (Калінін), 3:0                  | 1 група, 1/8 фіналу | Юрій Марушкін     |
| 1980  | 1 | 0 | 0 | 1 | 0 — 2 | Машук (П'ятигорськ), 0:2              | 3 зона, 1/32 фіналу | Віктор Зімін      |
| 1981  | 3 | 2 | 0 | 1 | 6 — 5 | Знамя Труда (Орєхово-Зуєво), 5:0      | 1 зона, 1/8 фіналу  | Юрій Марушкін     |
| 1983  | 3 | 2 | 0 | 1 | 6 — 5 | Зоркий (Красногорськ), 2:2 (6:5 пен.) | 1 зона, 1/16 фіналу | Юрій Марушкін     |
| 1984  | 1 | 0 | 0 | 1 | 1 — 2 | Зоря (Калуга), 1:2                    | 1 зона, 1/32 фіналу | Юрій Марушкін     |
| 1985  | 3 | 2 | 0 | 1 | 4 — 8 | Червона Пресня (Москва), 6:0          | 1 зона, 1/16 фіналу | Юрій Марушкін     |
| 1986  | 1 | 0 | 0 | 1 | 0 — 2 | Авангард (Курськ), 2:0                | 3 зона, 1/32 фіналу | Юрій Марушкін     |
| 1987  | 3 | 2 | 0 | 1 | 4 — 5 | Динамо (Вологда), 3:0                 | 1 зона, 1/16 фіналу | Юрій Марушкін     |
| 1988  | 4 | 2 | 1 | 1 | 4 — 4 | Іскра (Смоленськ), 2:3 (0:2, 1:2)     | 5 зона, Фінал       | Юрій Марушкін     |
| 1989  | 3 | 2 | 0 | 1 | 3 — 1 | Балтика (Калінінград), +:-            | 1 зона, 1/4 фіналу  | Юрій Марушкін     |

### Першість Росії
| Сезон   | Місце    | Іг | В  | Н  | П  | Голи    | О  | Ліга                          | Тренер             |
| ------- | -------- | -- | -- | -- | -- | ------- | -- | ----------------------------- | ------------------ |
| 1992    | 14 (22)  | 42 | 13 | 12 | 17 | 44 — 60 | 38 | Друга ліга, II зона           | Микола Сергєєв     |
| 1993    | 15 (18)  | 34 | 11 | 5  | 18 | 37 — 49 | 37 | Друга ліга, III зона          | Микола Сергєєв     |
| 1994    | 12 (17)  | 32 | 11 | 6  | 15 | 38 — 40 | 28 | Третя ліга, II зона           | Віктор Зімін       |
| 1995    | 5 (13)   | 24 | 11 | 8  | 5  | 32 — 16 | 41 | Третя ліга, IV зона           | Віктор Зімін       |
| 1996    | 5 (16)   | 30 | 14 | 10 | 6  | 52 — 27 | 52 | Третя ліга, IV зона           | Віктор Зімін       |
| 1997    | 13 (19)  | 36 | 13 | 7  | 16 | 38 — 42 | 46 | Третя ліга, V зона            | Віктор Зімін       |
| 1998    | 12 (21)  | 40 | 14 | 8  | 18 | 44 — 57 | 50 | Друга ліга, зона «Центр»      | Олександр Секселєв |
| 1999    | 5 (19)   | 36 | 18 | 9  | 9  | 51 — 24 | 63 | Друга ліга, зона «Центр»      | Ігор Белонович     |
| 2000    | 2 (20)   | 38 | 26 | 8  | 4  | 60 — 23 | 86 | Друга ліга, зона «Центр»      | Ігор Белонович     |
| 2001    | 3 (20)   | 38 | 24 | 10 | 4  | 64 — 23 | 82 | Друга ліга, зона «Центр»      | Валерій Корнєєв    |
| 2002    | 4 (20)   | 38 | 21 | 9  | 8  | 50 — 28 | 72 | Друга ліга, зона «Центр»      | Віктор Зімін       |
| 2003    | 1-2 (19) | 36 | 27 | 2  | 7  | 64 — 26 | 83 | Друга ліга, зона «Центр»      | Ігор Белонович     |
| 2004    | 15 (22)  | 42 | 14 | 13 | 15 | 49 — 51 | 55 | Перший дивізіон               | Віктор Зімін       |
| 2005    | 13 (22)  | 42 | 13 | 13 | 16 | 44 — 49 | 52 | Перший дивізіон               | Софербій Єшугов    |
| 2006    | 9 (22)   | 42 | 17 | 10 | 15 | 42 — 38 | 61 | Перший дивізіон               | Софербій Єшугов    |
| 2007    | 8 (22)   | 42 | 16 | 11 | 15 | 49 — 55 | 59 | Перший дивізіон               | Володимир Сичов    |
| 2008    | 21 (22)  | 42 | 6  | 4  | 32 | 30 — 81 | 22 | Перший дивізіон               | Леонід Назаренко   |
| 2009    | 2 (17)   | 32 | 20 | 9  | 3  | 57 — 22 | 69 | Другий дивізіон, зона «Центр» | Сергій Булатов     |
| 2010    | 14 (20)  | 38 | 11 | 11 | 16 | 53 — 54 | 44 | Перший дивізіон               | Олександр Смірнов  |
| 2011/12 | 6 (20)   | 38 | 17 | 9  | 12 | 48 — 40 | 60 | ФНЛ                           | Валерій Петраков   |
| 2011/12 | 5 (8)    | 52 | 22 | 12 | 18 | 62 — 57 | 78 | Другий етап                   | Валерій Петраков   |
| 2012/13 | 1 (15)   | 28 | 22 | 4  | 2  | 68 — 17 | 70 | ЛФЛ, зона «Чорнозем'я»        | Дмитро Ларін       |
| 2013/14 | 5 (16)   | 30 | 14 | 6  | 10 | 35 — 32 | 48 | Другий дивізіон, зона «Центр» | Дмитро Ларін       |
| 2014/15 | 10 (16)  | 30 | 9  | 11 | 10 | 30 — 26 | 38 | Другий дивізіон, зона «Центр» | Дмитро Ларін       |
| 2015/16 | 9 (14)   | 26 | 8  | 7  | 11 | 22 — 25 | 31 | Другий дивізіон, зона «Центр» | Олег Гарін         |

### Кубок Росії
| Сезон     | Іг | В | Н | П | Голи  | Останній матч                         | Стадія                       | Тренер             |
| --------- | -- | - | - | - | ----- | ------------------------------------- | ---------------------------- | ------------------ |
| 1992/93   | 2  | 1 | 0 | 1 | 2 — 0 | Атоммаш (Волгодонськ), +:-            | 1/128 фіналу                 | Микола Сергєєв     |
| 1994/95   | 2  | 1 | 0 | 1 | 0 — 2 | Кристал (Смоленськ), 2:0              | 1/128 фіналу                 | Віктор Зімін       |
| 1995/96   | 1  | 0 | 0 | 1 | 0 — 1 | Турбобудівник (Калуга), 1:0           | 1/256 фіналу                 | Віктор Зімін       |
| 1996/97   | 4  | 3 | 0 | 1 | 8 — 4 | Шинник (Ярославль), 2:3               | 1/32 фіналу                  | Віктор Зімін       |
| 1997/98   | 2  | 1 | 0 | 1 | 5 — 5 | ЦСК ВВС-Кристал (Смоленськ), 5:3      | 1/64 фіналу                  | Віктор Зімін       |
| 1998/99   | 2  | 1 | 0 | 1 | 1 — 8 | Металург (Липецьк), 8:1               | 1/64 фіналу                  | Олександр Секселєв |
| 1999/00   | 2  | 1 | 0 | 1 | 2 — 1 | Дон (Новомосковськ), 1:1 (3:1 пен.)   | 1/128 финала                 | Ігор Белонович     |
| 2000/01   | 1  | 0 | 0 | 1 | 1 — 2 | Локомотив (Калуга), 2:1 (дч.)         | 1/256 фіналу                 | Ігор Белонович     |
| 2001/02   | 1  | 0 | 0 | 1 | 0 — 0 | Орел, 0:0 (4:1 пен.)                  | 1/256 фіналу                 | Валерій Корнєєв    |
| 2002/03   | 1  | 0 | 0 | 1 | 0 — 0 | Орел, 0:0 (7:8 пен.)                  | 1/256 фіналу                 | Віктор Зімін       |
| 2003/04   | 1  | 0 | 0 | 1 | 1 — 2 | Орел, 2:1                             | 1/256 фіналу                 | Ігор Белонович     |
| 2004/05   | 3  | 1 | 0 | 2 | 1 — 6 | Торпедо (Москва), 4:0 (0:2, 2:0)      | 1/16 фіналу                  | Віктор Зімін       |
| 2005/06   | 3  | 1 | 1 | 1 | 2 — 5 | Динамо (Москва), 0:4 (0:0, 0:4)       | 1/16 фіналу                  | Софербій Єшугов    |
| 2006/07   | 8  | 3 | 3 | 2 | 7 — 5 | Москва, 2:1 (1:1, 1:0)                | 1/2 фіналу                   | Софербій Єшугов    |
| 2007/08   | 2  | 1 | 0 | 1 | 2 — 4 | Зеніт (Санкт-Петербург), 1:4          | 1/16 фіналу                  | Володимир Сичов    |
| 2008/09   | 2  | 1 | 0 | 1 | 1 — 2 | Спартак (Москва), 1:2                 | 1/16 фіналу                  | Леонід Назаренко   |
| 2009/10   | 1  | 0 | 0 | 1 | 0 — 1 | Русичі (Орел), 1:0                    | 1/128 фіналу                 | Сергій Булатов     |
| 2010/11   | 1  | 0 | 0 | 1 | 0 — 1 | Металург (Липецьк), 1:0               | 1/32 фіналу                  | Олександр Смірнов  |
| 2011/2012 | 3  | 2 | 0 | 1 | 5 — 3 | Зеніт (Санкт-Петербург), 2:0          | 1/8 фіналу                   | Валерій Петраков   |
| 2012/13   | 2  | 1 | 0 | 1 | 2 — 3 | Хімік (Новомосковськ), 3:2 (1:3, 0:1) | 1/8 фіналу Зони «Чорнозем'я» | Дмитро Ларін       |
| 2013/14   | 2  | 1 | 0 | 1 | 0 — 2 | Авангард (Курськ), 2:0                | 1/128 фіналу                 | Дмитро Ларін       |
| 2014/15   | 2  | 1 | 0 | 1 | 4 — 3 | Коломна (Коломна), 3:0                | 1/64 фіналу                  | Дмитро Ларін       |
| 2015/16   | 4  | 2 | 0 | 2 | 2 — 2 | Локомотив (Лиски), 0:1                | Матч за вихід у 1/32 фіналу  | Олег Гарін         |
| 2016/17   | 2  | 1 | 0 | 1 | 2 — 2 | Торпедо (Москва), 2:0                 | 1/64 финала                  | Юрій Биков         |

Легенда
| — Перша за рівнем ліга країни - У боротьбу за кубок вступають команди Першої за рівнем ліги країни — Друга за рівнем ліга країни - У боротьбу за кубок вступають команди Другої за рівнем ліги країни — Третя за рівнем ліга країни - У боротьбу за кубок вступають команди Третьої за рівнем ліги країни — Четверта за рівнем ліга країни - У боротьбу за кубок вступають команди Четвертої за рівнем ліги країни |

### Статистика виступів
За період з 1960 по 2016 року в першостях СРСР і Росії проведено 2046 матчів, в яких здобуто 809 перемог, 467 ігор зведено внічию і в 770 випадках команда зазнавала поразки. Співвідношення забитих і пропущених м'ячів: 2549-2465. Рекордсмени клубу за кількістю проведених матчів у чемпіонатах СРСР і першостях Росії - Володимир Сичов (470), Віктор Лагутін (450).

## Керівництво клубу
| Посада                         | Ім'я                                |
| Президент                      | Олександр Михайлович Жигунов        |
| Виконавчий директор            | Дмитро Мітт                         |
| Технічний директор             | Олександр Михайлович Місник         |
| Заст. вик. директора з безпеки | Геннадій Вікторович Бородулін       |
| Керівник молодіжного футболу   | Віктор Васильович Зімін             |
| Адміністратор                  | Віктор Іванович Лагутін             |
| Прес-аташе                     | Ігор Михайлович Какошкін            |
| Відеооператор                  | В'ячеслав В'ячеславович Перепьолкін |

## Тренерський та медичний штаб
| Посада                   | Ім'я                         |
| Головний тренер          | Юрій Олександрович Биков     |
| Тренер воротарів         | вакантна                     |
| Начальник / пом. тренера | Олександр Іванович Фомічов   |
| Лікар                    | Володимир Іванович Синицький |
| Масажист                 | Альберт Олександрович Попов  |
| Масажист                 | Іван Васильович Григор'єв    |

## Склад команди

### Основний склад
Станом на 21 лютого 2017 року:
| №            | Гравець           | Країна   | Дата народження             | Колишній клуб                       |          |
| Воротарі     | Воротарі          | Воротарі | Воротарі                    | Воротарі                            | Воротарі |
| ------------ | ----------------- | -------- | --------------------------- | ----------------------------------- | -------- |
| 1            | Павло Лапик       | Росія    | 20 червня 1996 (28 років)   | «Динамо-2» (Брянськ)                |          |
| 14           | Вадим Карпов      | Росія    | 10 травня 1994 (30 років)   | «Коломна» (Коломна)                 |          |
| Нов.         | Єгор Шамов        | Росія    | 2 червня 1994 (30 років)    | Біолог-Новокубанськ (Новокубанськ)  |          |
| Захисники    |                   |          |                             |                                     |          |
| 21           | Артур Єфременко   | Росія    | 24 грудня 1993 (31 рік)     | «Динамо-2» (Брянськ)                |          |
| 35           | Євген Синиця      | Росія    | 25 червня 1990 (34 роки)    | «Таганрог» (Таганрог)               |          |
| 29           | Микита Бондаренко | Росія    | 1 травня 1996 (28 років)    | «Динамо-2» (Брянськ)                |          |
| Нов.         | Владислав Биков   | Росія    | 17 березня 1994 (31 рік)    | Біолог-Новокубанськ (Новокубанськ)  |          |
| Нов.         | Ілля Ваганов      | Росія    | 17 грудня 1987 (37 років)   | «Беркут» (Армянськ)                 |          |
| Нов.         | Данило Луппа      | Росія    | 24 травня 1998 (26 років)   | «Динамо»-мол. (Брянськ)             |          |
| Півзахисники |                   |          |                             |                                     |          |
| 7            | Микита Бондарєв   | Росія    | 6 січня 1992 (33 роки)      | «Локомотив» (Лиски)                 |          |
| 8            | Аркадій Акопян    | Росія    | 11 травня 1984 (40 років)   | «Металург» (Липецьк)                |          |
| 61           | Олександр Сичов   | Росія    | 5 серпня 1994 (30 років)    | «Шахтар-Волга-Олімпієць» (Пешелань) |          |
| Нов.         | Роман Кузовкін    | Росія    | 19 жовтня 1994 (30 років)   | «Славія-Мозир» (Мозир)              |          |
| Нов.         | Павло Баранов     | Росія    | 1 липня 1999 (25 років)     | «Динамо»-мол. (Брянськ)             |          |
| Нов.         | Мірза Алборов     | Росія    | 17 грудня 1987 (37 років)   | «Беркут» (Армянськ)                 |          |
| Нов.         | Андрій Бежонов    | Росія    | 6 квітня 1993 (31 рік)      | «Трудові резерви» (Москва)          |          |
| Нов.         | Ігор Менделєв     | Росія    | 28 липня 1994 (30 років)    | «Олімпієць» (Н.Новгород)            |          |
| Нападник     |                   |          |                             |                                     |          |
| 5            | Дмитро Пікатов    | Росія    | 15 жовтня 1996 (28 років)   | «Динамо-2» (Брянськ)                |          |
| 11           | Володимир Сьомін  | Росія    | 24 листопада 1990 (34 роки) | «Дніпро» (Смоленськ)                |          |
| 17           | Денис Фролов      | Росія    | 26 червня 1996 (28 років)   | «Динамо-2» (Брянськ)                |          |
| 25           | Сергій Синяєв     | Росія    | 4 квітня 1987 (37 років)    | «Астрахань» (Астрахань)             |          |
| Нов.         | Олег Шелютов      | Росія    | 16 серпня 1988 (36 років)   | «НавчГосп» (Кокіне)                 |          |
| Нов.         | Артем Гайдуков    | Росія    | 22 березня 1994 (31 рік)    | «Єлець» (Єлець)                     |          |

### Молодіжний склад
Станом на 3 травня 2017 року:
| № | Поз. | Нац.  | Гравець            |
| - | ---- | ----- | ------------------ |
|   |      | Росія | Баранов Олександр  |
|   | ПЗ   | Росія | Павло Баранов*     |
|   |      | Росія | Едуард Басула      |
|   | ЗХ   | Росія | Микита Бондаренко* |
|   |      | Росія | Матвій Бурлаков    |
|   |      | Росія | Іван Ватраль       |
|   |      | Росія | Роман Гехтман      |
|   |      | Росія | Дмитро Гордєєв     |
|   |      | Росія | Сергій Єрохін      |
|   |      | Росія | Михайло Захаров    |
|   |      | Росія | Максим Іжутін      |
|   |      | Росія | Павло Коваленко    |
|   |      | Росія | Ілля Кожемяко      |
|   |      | Росія | Єгор Кузін         |
|   |      | Росія | Олексій Кузнєцов   |
|   | ВР   | Росія | Павло Лапик*       |
|   |      | Росія | Артем Лобанов      |
|   | ЗХ   | Росія | Даниїл Луппа*      |

| № | Поз. | Нац.  | Гравець               |
| - | ---- | ----- | --------------------- |
|   |      | Росія | Максим Лустов         |
|   |      | Росія | Владислав Мельниченко |
|   |      | Росія | Микола Орєшков        |
|   |      | Росія | Ігор Орлов            |
|   |      | Росія | Артем Петраков        |
|   |      | Росія | Кирило Петров         |
|   | НП   | Росія | Дмитро Пікатов*       |
|   |      | Росія | Максим Пікатов        |
|   |      | Росія | Микита Руденков       |
|   |      | Росія | Андрій Смирнов        |
|   |      | Росія | Владислав Сумарін     |
|   |      | Росія | Микита Тетеревков     |
|   |      | Росія | Олександр Фомічов**   |
|   | НП   | Росія | Денис Фролов*         |
|   |      | Росія | Богдан Цупенков       |
|   |      | Росія | Денис Шарденков       |
|   |      | Росія | Роман Шпачков         |

Примітки: * Також знаходиться в основному складі. ** Граючий тренер
Молодіжна команда «АрсенаЛ-Динамо» (Брянськ) виступає в чемпіонаті Брянської області.

## Трансфери 2016/17

### Літо 2016
прийшли
| Поз. | Гравець         | Колишній клуб            |
| ---- | --------------- | ------------------------ |
| ВР   | Євген Шамов     | Біолог-Новокубанськ      |
| ЗХ   | Владислав Биков | Біолог-Новокубанськ      |
| ЗХ   | Ілля Ваганов    | Беркут (Армянськ)        |
| ПЗ   | Павло Баранов   | Динамо-мол. (Брянськ)    |
| ПЗ   | Роман Кузовкін  | Славія-Мозир (Мозир)     |
| ПЗ   | Роман Яковлєв   | Домодєдово (Москва)      |
| ПЗ   | Гаджи Аджиєв    | Аланія (Владикавказ)     |
| ПЗ   | Гогі Шонія      | ФШМ (Москва)             |
| ПЗ   | Мірза Алборов   | Беркут (Армянськ)        |
| ПЗ   | Андрій Бежонов  | Трудові резерви (Москва) |
| НП   | Павло Кондрахін | Уліссес (Єреван)         |
| НП   | Олег Шелютов    | НавчГосп (Кокіно)        |

пішли
| Поз. | Гравець           | Новий клуб                        |
| ---- | ----------------- | --------------------------------- |
| ВР   | Володимир Мухін   | «Торпедо» (М) або «Динамо» (СПб). |
| ЗХ   | Павло Томілін     | завершив кар'єру                  |
| ЗХ   | Костянтин Зайцев  | «Металург» (Викса)                |
| ЗХ   | Сергій Гаврилов   |                                   |
| ЗХ   | Віктор Толстих    |                                   |
| ПЗ   | Олександр Фомічов | «Динамо» (Брянськ) (тренер)       |
| ПЗ   | Антон Романенко   |                                   |
| НП   | Андрій Риченков   | ЦРФСО (Смоленськ)                 |
| НП   | Андрій Сальніков  |                                   |
| НП   | Микита Імуллін    | «Авангард» (Курськ)               |

### Зима 2016/17
прийшли
| Поз. | Гравець       | Колишній клуб            |
| ---- | ------------- | ------------------------ |
| ЗХ   | Даниїл Луппа  | «Динамо-мол.» (Брянськ)  |
| ПЗ   | Ігор Менделєв | «Олімпієць» (Н.Новгород) |
| НП   | Артем Гайуков | «Єлець» (Єлець)          |

пішли
| Поз. | Гравець          | Новий клуб                 |
| ---- | ---------------- | -------------------------- |
| ПЗ   | Дмитро Авраменко | «Динамо» (Санкт-Петербург) |
| ПЗ   | Гаджи Аджиєв     |                            |
| ПЗ   | Роман Яковлєв    |                            |
| ПЗ   | Гогі Шонія       |                            |
| НП   | Павло Кондрахін  |                            |

* В оренду. 

** З оренди. 

*** Вільний агент.

## Відомі тренери
| Тренер                      | Період    |
| Григорій Пімашкін (гр. тр.) | 1931—1941 |
| Йосип Мочаніс               | 1945—1960 |
| Ілля Бізюков                | 1960      |
| Іван Соловйов               | 1961      |
| Володимир Ільїн             | 1962—1964 |
| Юрій Людницький             | 1965—1966 |
| Володимир Вєдєрніков        | 1967—1970 |
| Вадим Кублицький            | 1971—1972 |
| Юрій Марушкін (гр. тр.)     | 1973      |
| Віктор Терентьєв            | 1974      |
| Володимир Болотов           | 1975—1976 |
| Юрій Марушкін               | 1977—1978 |
| Лев Дроздов                 | 1979      |

| Тренер              | Період    |
| Євген Сергєєв       | 1979—1980 |
| Віктор Зімін        | 1980      |
| Юрій Марушкін       | 1981—1990 |
| В'ячеслав Перфільов | 1991      |
| Микола Сергєєв      | 1992—1993 |
| Віктор Зімін        | 1994—1997 |
| Олександр Сексельов | 1997—1998 |
| Ігор Белонович      | 1999—2000 |
| Валерій Корнєєв     | 2000—2001 |
| Віктор Зімін        | 2001—2002 |
| Ігор Белонович      | 2003      |
| Корній Шперлінг     | 2004      |
| Віктор Зімін        | 2004      |

| Тренер                  | Період    |
| Ігор Белонович          | 2004—2005 |
| Софербій Єшугов         | 2005—2007 |
| Володимир Сичов (в. о.) | 2007      |
| Андрій Чернишов         | 2007—2008 |
| Сергій Булатов          | 2009—2010 |
| Сергій Овчинников       | 2010      |
| Олександр Смірнов       | 2010—2011 |
| Валерій Петраков        | 2011—2012 |
| Дмитро Ларін            | 2012—2015 |
| Олег Гарін              | 2015—2016 |
| Юрій Биков              | 2016—н.ч. |

## Відомі гравці
| - Емін Агаєв - Віктор Анічкін - Володимир Астаповський - Валерій Балясников - Максим Бєляєв - Жан Булі - Роман Герус - Сергій Давидов - Олег Дєлов - Олександр Димидко - Сергій Єфімов - Валентин Іванов - Андрій Іляскін | - Джордже Йокич - Ісо Каньєнда - Володимир Коритько - Бранислав Крунич - Володимир Кузьмичов - Павло Кутас - Валерій Литвинов - Сергій Логінов - Веньямін Мандрикін - Юрій Марушкін - Олексій Мітін - Олександр Мінченков - Володимир Навоченко | - Сергій Нарубін - Віталій Нідбайкін - Віллер Соужа Олівейра - Вільям Артур ді Олівейра - Жуніор Сантуш - Валерій Петраков - Максим Ромащенко - Олексій Савельєв - Валерій Сидоренко - В'ячеслав Соловйов - Сергій Філіппенков - Валерій Чижов - Володимир Штапов |